# Фонд Роберта Коха
Фонд Роберта Коха (нем. Robert-Koch-Stiftung) — некоммерческая организация в Берлине в Германии, имеющая целями содействие прогрессу в медицине и поддержку борьбы с инфекционными заболеваниями и вспышками других болезней, в частности, посредством финансового и общественного признания фундаментальных научных исследований, а также образцовых проектов направленных на решение медицинских и гигиенических проблем. Основан в 1907 году.

## Присуждаемые награды

### Премия Роберта Коха
Премия Роберта Коха (нем. Robert-Koch-Preis, англ. Robert Koch Award) — одна из наиболее престижных научных наград в Германии, присуждается ежегодно под патронатом министра здравоохранения Германии за выдающиеся и международно признанные достижения. Денежная составляющая — 120 тыс. евро (до 2017 года — сто тысяч).
Лауреаты премии Роберта Коха, удостоенные Нобелевской премии
- 1975 —  Хаузен, Харальд цур
- 1977 —  Доссе, Жан
- 1980 —  Мильштейн, Сесар
- 1986 —  Тонегава, Судзуми
- 1992 —  Муллис, Кэри
- 1999 —  Стайнман, Ральф
- 2004 —  Бётлер, Брюс
- 2004 —  Офман, Жюль
- 2008 —  Яманака, Синъя

### Золотая медаль Роберта Коха
Золотая медаль Роберта Коха (нем. Robert-Koch-Medaille in Gold, англ. Robert Koch Gold Medal) присуждается ежегодно в знак признания выдающейся карьеры учёного.
Лауреаты
- 1986 —  Руска, Эрнст Август
- 1997 —  Омура, Сатоси